# Визначення статі

Статеві хромосоми дрозофіли

Визначення статі або детерміна́ція ста́ті — біологічний механізм, що визначає розвиток статевих характеристик організму. Більшість роздільностатевих організмів мають дві статі — чоловічу й жіночу. Іноді одна із статей є гермафродитом — організмом, здатним продукувати гамети обох типів.

## Загальна характеристика
Визначення статі поділяється на генетичне та екологічне. 
У більшості випадках визначення статі відбувається на генетичному рівні: чоловіки і жінки мають різні алелі або навіть різні гени, які визначають їх статеву морфологію. У тварин це також може супроводжуватись хромосомними відмінностями. Генетичне визначення відбувається через хромосоми комбінації: XY, ZW, XO, ZO, або гаплодиплоїдність. Статева диференціація починається від активації основного гена, статевого локусу, який впливає на інші гени. 
В інших випадках, стать організму може визначатися внаслідок умов зовнішнього середовища (наприклад, температури) або соціальних змін (розмір організму по відношенню до інших членів популяції). Умови довкілля впливали на детермінацію статі набагато раніше ніж генетичні фактори, що можна визначити на прикладі залежних від температури довкілля рептилій.
Так у червоновухих прісноводних черепах при вищій температурі (32°C) формуються самиці, при нижчій (26°C) — самці. В роботі 2018 року встановлено що це може бути пов'язано з гістондеметилазою KDM6B, ген якої експресується на вищому рівні при нижчій температурі, формуючи зародок самця, і навпаки за підвищеної температури ген Kdm6b активний на більш низьких рівнях, при цьому зародок стає самицею. При цьому така активність даному гену притаманна від раннього ембріогенезу, є температуроозалежною і генетичний нокаут Kdm6b призводить до формування самиць. KDM6B відповідає за деметилювання епігенетичної марки присутності трьох метильних груп 27-го лізину гістону H3 (H3K27me3).